# 王双 (曹仁部将)
- 關於三国时期曹魏曹真部将王双，請見「王双 (曹真部将)」。
- 關於中國大陆演員王双，請見「王双 (演员)」。

王雙（？—？），三國時期魏國武將，曹仁的部下。

## 生平
魏黃武元年（222年），魏文帝曹丕下令大司馬曹仁率步騎數萬向吳國的濡須口發動攻擊。曹仁被吳國的濡須督朱桓擊敗，部下王雙被俘虜，送至武昌。